# Romain Bussine
Romain Bussine (né à Paris le 4 novembre 1830 et décédé à Paris 9e le 21 octobre 1899) est un poète, baryton, compositeur et professeur de chant français.

## Biographie
Il a fondé avec Camille Saint-Saëns la Société nationale de musique le 25 février 1871 pour promouvoir la musique de chambre et la musique orchestrale française.
Il a été nommé professeur de chant au Conservatoire de Paris en 1872. Comme baryton, il a donné des concerts et des récitals. Il a chanté le rôle du Grand-Prêtre dans le Samson et Dalila de Camille Saint-Saëns.
Gabriel Fauré a mis en musique un de ses poèmes Après un rêve, op. 7. De même, Gabriel Fauré a mis en musique la Sérénade Toscane.
Il est le frère de Prosper-Alphonse Bussine.
Romain Bussine a été nommé  Chevalier de la Légion d'honneur en 1898.